# Hullukasavanahalli, Anekal
Hullukasavanahalli là một làng thuộc tehsil Anekal, huyện Bangalore Urban, bang Karnataka, Ấn Độ.